# オーストラリア・バレエ学校
オーストラリア・バレエ学校（英語: The Australian Ballet School）は、オーストラリアにあるバレエ学校である。1964年にマーガレット・スコットによりオーストラリア・バレエ団のための訓練校として設立された。ビクトリア州メルボルンのサウスバンクにあるメルボルン芸術地区に所在するオーストラリア・バレエ・センターの一部となっており、the Australian Roundtable for Arts Training Excellence（優等芸術訓練のためののオーストラリア円卓会議）のメンバーでもある。

## 教育課程
オーストラリア・バレエ団は、所属ダンサーの95％を本校から採用している他、多くの卒業生が世界中のバレエ団でプリンシパルやソリストとして活躍している。
本校は、以下の教育課程を提供している。
- 才能ある学生のための8年制課程（10歳から）
- 10-13歳の学生向け放課後プログラム（レベル1-3）。授業は放課後と土曜日に行われる。
- 州間/国際トレーニング課程（レベル1-4）。ダンスの才能はあるが、他の州あるいは他国で生活する8-14歳の学生を対象とする。レベル4は、才能はあるがまだ家を出る準備ができていない少数の学生のみが対象である。
- 全日制課程（13歳から19歳まで、レベル4-8）。レベル4は、オーストラリア・バレエ・センターの向かいにあるビクトリアン・カレッジ・オブ・アーツ・セカンダリー・スクールの第9学年と併せての受講となる。平日はダンスクラスが半日、残りの半日は学科となっており、土曜日は半日のダンスクラスのみである。

## ダンサーズ・カンパニー
ダンサーズカンパニーは、1980年にオーストラリア・バレエ団の一部分として設立されたもので、芸術副監督が率いている。大学院（レベル8）の学生から所定の基準で選抜された者を、オーストラリア国内での公演に参加させる仕組みとなっている。

## 校長
- マーガレット・スコット DBE （1964年-1990年）
- ゲイリーン・ストック AM （1990年-1998年）
- マリリン・ロウ OBE （1998年-2014年）
- リサ・パヴァン（2015–現在）